# Josef Weis
Josef Konrad Weis (auch Joseph; * 8. Januar 1818 in Waldeck; † 13. November 1895 in München) war ein deutscher katholischer Geistlicher und Gründer des Marienvereins und der Marienanstalt in München.

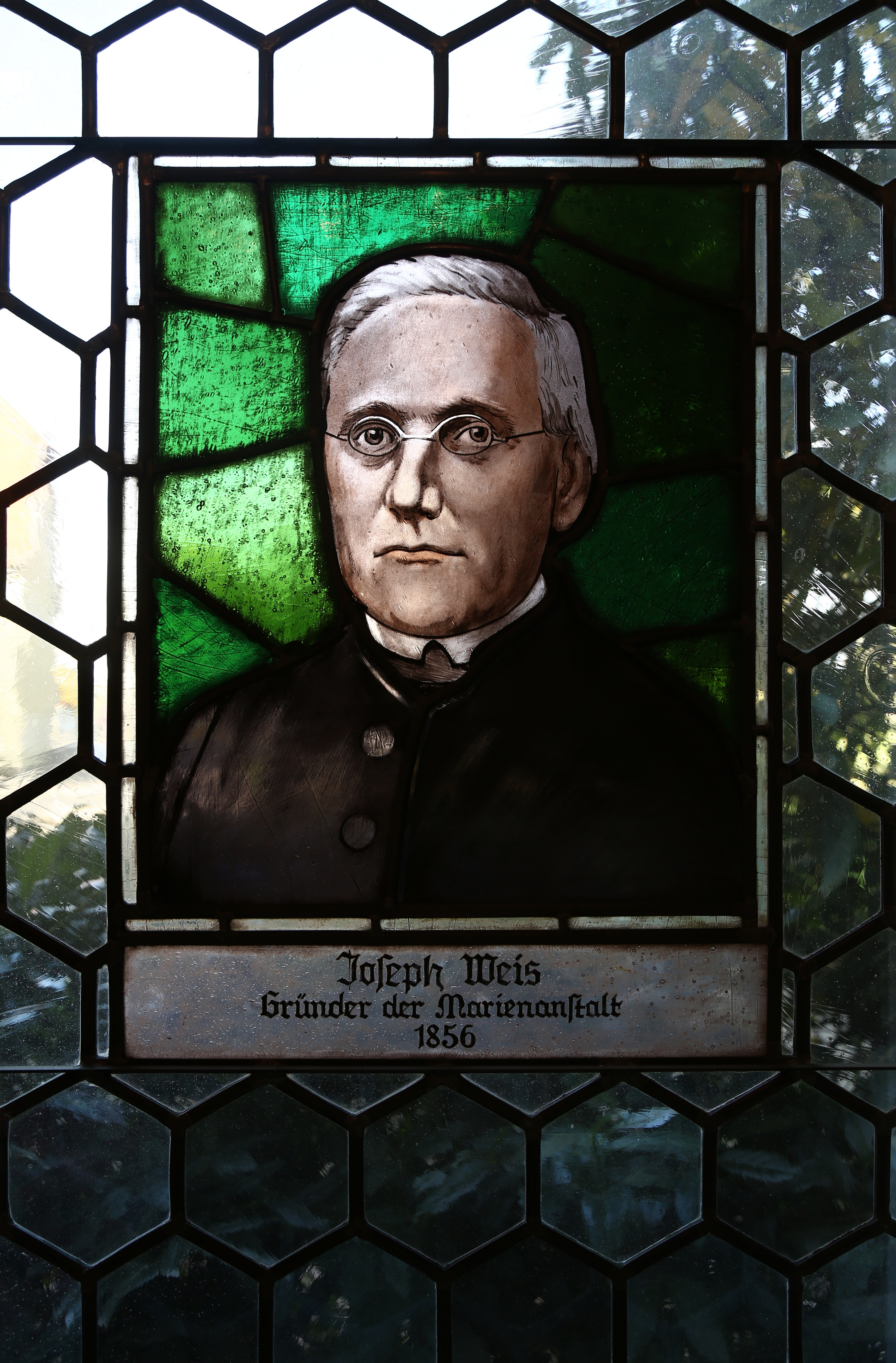
Josef Weis

## Leben und Wirken
Josef Weis entstammte einer kinderreichen Familie. Er war das älteste von acht Kindern. Sein Vater, Konrad Weis, war Lehrer in Waldeck. Der Mutter, Eva Weis (geb. Schaertl), oblag die Kindererziehung und Führung des Haushalts. Nach dem Gymnasial-Absolutorium (1838 in Bayreuth) und Lyzeal-Absolutorium (1840 in Amberg) besuchte Josef Weis auf Empfehlung von Bischof Valentin Riedel das Klerikal-Seminar in Regensburg. Am 15. Juli 1843 wurde er vom Regensburger Bischof im Dom zum Priester geweiht. Priesterliche Tätigkeiten führten ihn u. a. nach Ottenhofen, Oberviechtach, Tirschenreuth und schließlich München. Dort übernahm er die Predigerstelle an der Pfarrkirche Hl. Geist, die er bis 1865 innehatte. Danach war er als Religionslehrer an verschiedenen Schulen der Residenzstadt tätig.

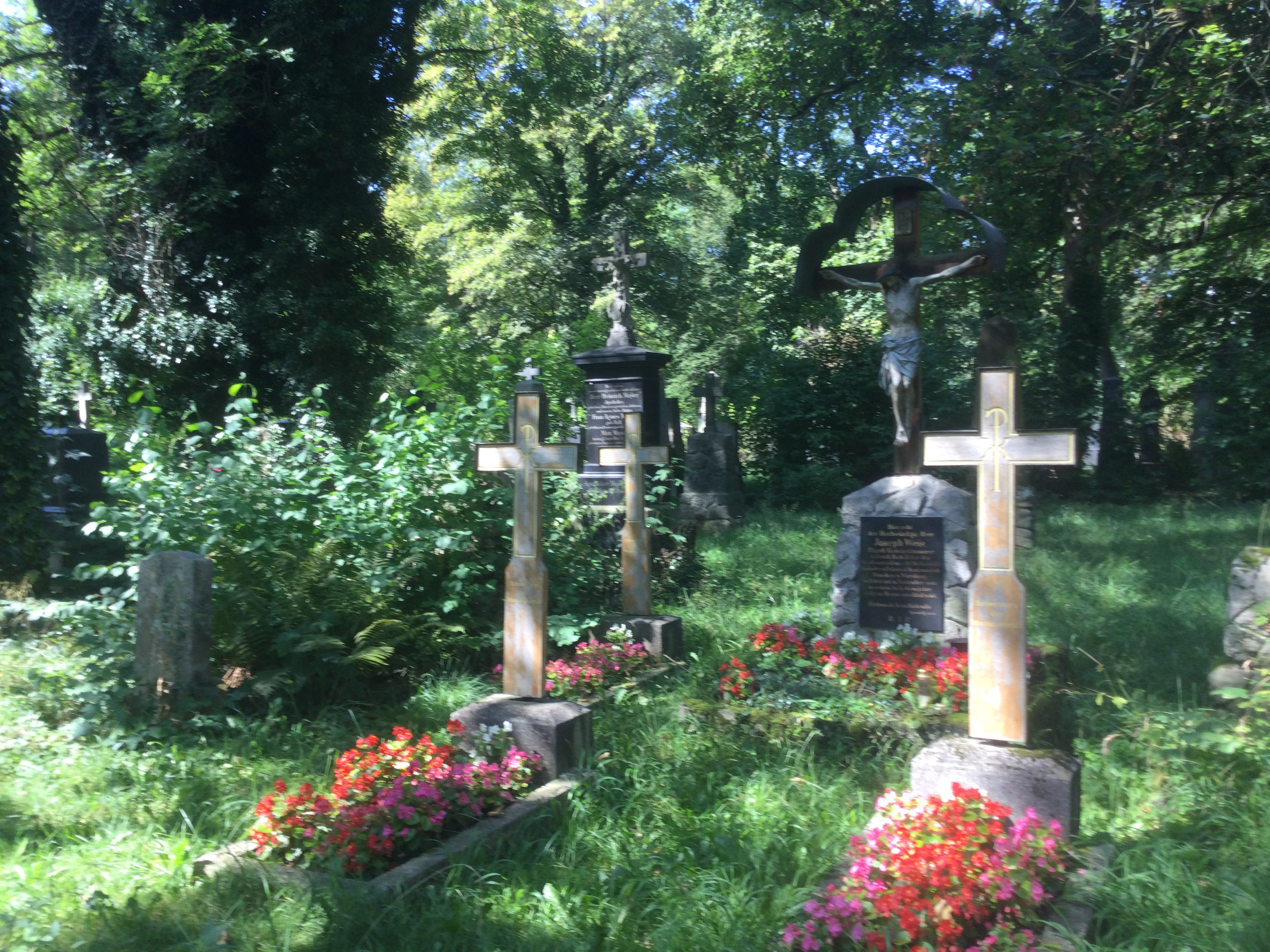
Grabstätte von Josef Weis und Schwestern der Marienanstalt

Am 1. März 1856 hatte Weis den Marienverein gegründet, der sich um arme Dienstbotinnen kümmerte. Gräfin Viktorine von Butler-Haimhausen übernahm die Vorstandschaft für den Interessenverband. Innerhalb von nur sechs Monaten stieg die Zahl der Vereinsmitglieder auf mehr als tausend an. In München wurde auf Initiative des Geistlichen und mit  Unterstützung der Erzieherin Therese Lindemann (1795–1859) am 12. Oktober 1856 die Marienanstalt ins Leben gerufen, eine Einrichtung zur Erziehung und Bildung von Dienstbotinnen. Als von den Münchner Barmherzigen Schwestern eine Absage kam, erwog der Geistliche eine eigene Schwesterngemeinschaft zu errichten. Im Jahr 1864 wurden die ersten Schwestern eingekleidet, „die wie er selbst, der 'Erzbruderschaft  Maria von Troste' angehören sollten. Die Schwestern verpflichteten sich bei ihrer Aufnahme zu treuem opferwilligen Wirken in der Anstalt. Nur katholische Jungfrauen unbescholtenen Wandels werden aufgenommen, nachdem sie zuvor während einer längeren Probezeit Beruf und Tauglichkeit gezeigt haben“ (Holzmann. o. J., S. 19). Mit den Jahren wuchs die Anstalt zu einer stattlichen Einrichtung heran. 1860 konnte dank eines großherzigen Nachlasses an der Dachauerstraße ein größeres Gebäude, das erste eigenständige Haus, errichtet werden. 1886 wurde das Kloster Warnberg bei Großhesselohe  erworben, „um die Marienanstalt mit Viktualien zu versorgen, den Schützlingen und Schwestern eine Erholungsstätte  zu bieten und ältere Zöglinge für häusliche und landwirtschaftliche Arbeiten zu schulen“ (Eder 1997, S. 251).
Im Jahr 1874 wurde Präses Weis von König Ludwig II. der Titel  Geistlicher Rat verliehen. Papst Leo XIII. zeichnete ihn 1894 mit dem Titel Monsignore aus. Der Geistliche wurde auf dem Erbbegräbnis der Marienschwestern auf dem Südfriedhof München beerdigt.